# کاترین استاکت
کاترین استاکت (به انگلیسی: Kathryn Stockett) (متولد ۱۹۶۹) رمان‌نویس آمریکایی است که نخستین کتاب او با عنوان خدمتکاران مدت‌ها در لیست پرفروش‌ترین کتاب‌های نیویورک تایمز قرار داشت. این رمان در بارهٔ خدمتکاران رنگین‌پوست است که در دههٔ ۱۹۶۰ م. در شهر جکسون ایالت می‌سی‌سی‌پی آمریکا در خانهٔ سفیدپوستان کار می‌کردند.
استاکت قبل از انتشار نخستین رمان خود در شهر نیویورک در حرفهٔ انتشار مجلات فعالیت می‌کرد. نوشتن رمان خدمتکاران ۵ سال طول کشید. در ابتدا استاکت برای انتشار کتاب با مانع مواجه شد، به طوری که ۶۰ کارگزار ادبی از پذیرش نمایندگی او برای انتشار کتاب سر باز زدند؛ ولی نهایتاً استاکت موفق به انتشار کتاب شد. تا اوت ۲۰۱۲، بیش از ۱۰۰ میلیون نسخه از کتاب به فروش رسیده‌است و به ۴۲ زبان ترجمه شده‌است.